# شارل جولييه
شارل جولييه (بالفرنسية: Charles Juliet)‏ (30 سبتمبر 1934 - 26 يوليو 2024)، هو كاتب مسرحي وكاتب وشاعر فرنسي، ولد في 30 سبتمبر 1934 في جوجوريو في فرنسا.

## وصلات خارجية
- شارل جولييه على موقع IMDb (الإنجليزية)
- شارل جولييه على موقع ميوزك برينز (الإنجليزية)